# Nova Brasilândia
Nova Brasilândia is een gemeente in de Braziliaanse deelstaat Mato Grosso. De gemeente telt 4.902 inwoners (schatting 2009).